# Wind (Miami)
Pour les articles homonymes, voir Wind.
Wind est un gratte-ciel résidentiel de 153 mètres de hauteur construit à Miami en Floride aux États-Unis de 2005 à 2008. Il comprend 489 appartements.
L'architecte est l'agence Revuelta Vega Leon